# بني سنوس (ولاية تلمسان)
بني سنوس إحدى بلديات دائرة بني سنوس بولاية تلمسان الجزائرية. تقع في سفوح جبال تلمسان و تشتهر بأنها مسقط رأس والد اللاعب الدولي الجزائري رياض محرز نجم مانشستر سيتي الإنجليزي .